# Gemmano
Gemmano is een gemeente in de Italiaanse provincie Rimini (regio Emilia-Romagna) en telt 1144 inwoners (31-12-2004). De oppervlakte bedraagt 19,2 km², de bevolkingsdichtheid is 55 inwoners per km².

## Geografie
Gemmano grenst aan de volgende gemeenten: Auditore (PU), Mercatino Conca (PU), Monte Colombo, Montefiore Conca, Montescudo, San Clemente, Sassofeltrio (PU).
Bellaria-Igea Marina · Cattolica · Coriano · Gemmano · Misano Adriatico · Mondaino · Monte Colombo · Montefiore Conca · Montegridolfo · Montescudo · Morciano di Romagna · Poggio Berni · Riccione · Rimini · Saludecio · San Clemente · San Giovanni in Marignano · Santarcangelo di Romagna · Torriana · Verucchio
- Virtual International Authority File: 148498110

1. ↑  https://demo.istat.it/?l=it.